# Луговые Выселки
Луговы́е Вы́селки — деревня в Городищенском районе Пензенской области России. Входит в состав Русско-Ишимского сельсовета.

## География
Деревня находится в восточной части Пензенской области, в лесостепной зоне, к северу от автотрассы М5, на расстоянии примерно 4 км (по прямой) к западу от города Городище, административного центра района. Абсолютная высота — 229 м над уровнем моря.
Климат
Климат характеризуется как континентальный, с холодной зимой и жарким летом. Среднегодовая температура — 3,1 °C. Средняя температура воздуха самого холодного месяца (января) составляет −12,9 °C; самого тёплого месяца (июля) — 19 °C. Годовое количество атмосферных осадков — 673 мм, из которых 415 мм выпадает в период с апреля по октябрь. Снежный покров держится в среднем 146 дней.
Часовой пояс
Деревня Луговые Выселки, как и вся Пензенская область, находится в часовой зоне МСК (московское время). Смещение применяемого времени относительно UTC составляет +3:00.

## Население
| 2010 |
| ---- |
| 19   |

Половой состав
По данным Всероссийской переписи населения 2010 года, в гендерной структуре населения мужчины составляли 42,1 %, женщины — соответственно 57,9 %.
Национальный состав
Согласно результатам переписи 2002 года, в национальной структуре населения русские составляли 97 % из 36 чел.

## Известные уроженцы
- Минеев, Дмитрий Михайлович (1916—1954) — советский военный деятель, подполковник, Герой Советского Союза.